# Paweł Brożek
Paweł Łukasz Brożek (ur. 21 kwietnia 1983 w Kielcach) – polski piłkarz występujący na pozycji napastnika. Wieloletni zawodnik Wisły Kraków, w latach 2005–2014 reprezentant Polski. Złoty medalista Mistrzostw Europy U-18 2001.
Karierę rozpoczął w Polonii Białogon Kielce. Następnie grał w SMS Zabrze, skąd w 1998 trafił do Wisły Kraków. W latach 2001–2010, siedem razy sięgnął z klubem po mistrzostwo Polski oraz dwukrotnie zdobył puchar kraju. W sezonach 2007/2008 i 2008/2009 był królem strzelców polskiej Ekstraklasy, strzelając odpowiednio 23. i 19. bramek. W 2011, po dwunastu latach spędzonych przy Reymonta przeszedł do tureckiego Trabzonsporu, a następnie został wypożyczony do Celtiku, z którym w sezonie 2011/12 wygrał rozgrywki szkockiej Premier League. W sezonie 2012/13 występował w hiszpańskim Recreativo Huelva. W 2013 powrócił do Wisły Kraków. W 2020 zakończył karierę piłkarską.
Ma za sobą występy w reprezentacjach juniorskich i młodzieżowych swojego kraju. W 1999 wystąpił w barwach reprezentacji Polski U-17 na mistrzostwach świata odbywających się w Nowej Zelandii. Rok później, zagrał na mistrzostwach Europy U-16 rozgrywanych w Izraelu. W 2001 zdobył z reprezentacją Polski U-18 złoty medal na mistrzostwach Europy rozgrywanych w Finlandii. W seniorskiej reprezentacji Polski zadebiutował 27 kwietnia 2005 w meczu z Meksykiem. Z reprezentacją Polski wystąpił na Mistrzostwach Świata 2006 oraz na Mistrzostwach Europy 2012.
Należy do Klubu 100 piłkarzy, którzy podczas swojej kariery strzelili co najmniej sto bramek w polskiej ekstraklasie.

## Kariera klubowa

### Początki kariery
Pierwszym jego klubem była Polonia Białogon Kielce, do której zapisał się na treningi w 1992 roku, wraz ze swym bratem bliźniakiem Piotrem. Trenował tam sześć lat. Po zakończeniu szkoły podstawowej przeniósł się do SMS Zabrze. Pół roku później, razem ze swoim bratem zostali zauważeni przez trenera Adama Nawałkę, który zaoferował im przejście do Wisły Kraków. W grudniu 1998 roku obaj bracia zostali zawodnikami krakowskiego klubu.

#### Wisła Kraków U-17
W czerwcu 1999 roku Brożek walczył wraz z drużyną juniorów młodszych Wisły Kraków o prawo zakwalifikowania się do finałowego turnieju mistrzostw Polski juniorów młodszych, który odbył się podczas Ogólnopolskiej Spartakiady Młodzieży w Zielonej Górze. Przeciwnikiem Wisły w eliminacjach była Stal Rzeszów. W pierwszym meczu w Rzeszowie wygrała Stal 2:1. W 55. minucie tego meczu bramkę dla Wisły zdobył Brożek. Rewanżowe spotkanie, w którym Brożek grał do 87. minuty zakończyło się wynikiem 2:1 dla Wisły i o awansie zadecydowały rzuty karne. Te lepiej wykonywali zawodnicy Wisły, tym samym zwyciężając w dwumeczu. Na finałowym turnieju mistrzostw Polski juniorów młodszych Brożek wywalczył z drużyną Wisły Kraków brązowy medal. W decydującym spotkaniu z Amiką Wronki, które zakończyło się wynikiem 3:1 dla Wisły, Brożek zdobył dwie bramki.

#### Debiut w pierwszej drużynie Wisły Kraków
2 września 1999 roku zadebiutował w pierwszym zespole w meczu pierwszej rundy Pucharu Ligi z Ruchem Radzionków. Grał w tym spotkaniu przez pierwsze 45 minut, po przerwie został zmieniony przez Karola Wójcika. W listopadzie Brożek zagrał również w dwóch meczach drugiej rundy Pucharu Ligi z Polonią Warszawa.

#### Wisła Kraków U-19
W 2000 roku występował w drużynie juniorów starszych Wisły Kraków. W ćwierćfinale mistrzostw Polski przeciwnikiem krakowskiego klubu była Stal Rzeszów. Pierwsze spotkanie, które odbyło się w Krakowie wygrała Wisła 5:1. W rewanżowym spotkaniu Brożek zdobył bramkę w 42. minucie meczu, wyprowadzając Wisłę na dwubramkowe prowadzenie do przerwy. Ostatecznie spotkanie wygrała Stal 4:2, ale to Wisła wywalczyła awans do półfinałowego turnieju mistrzostw Polski. W pierwszym meczu turnieju z Pogonią Szczecin, Wisła wygrała 4:1. Brożek zaliczył asystę przy bramce na 3:1, strzelonej przez Dariusza Zawadzkiego. Kolejny mecz z Petro Płock zakończył się zwycięstwem Wisły 5:1. Brożek asystował w tym meczu przy bramce swojego brata bliźniaka Piotra na 2:1. W ostatnim meczu półfinałowego turnieju mistrzostw Polski, juniorzy Wisły Kraków pokonali LKP Lublin 2:1. W tym spotkaniu po faulu na Brożku sędzia podyktował rzut karny, który skutecznie wykorzystał Dariusz Zawadzki. Juniorzy Wisły Kraków zapewnili sobie udział w finałowym dwumeczu o mistrzostwo Polski, a Brożek został wybrany najlepszym „technikiem” turnieju. Przeciwnikiem Wisły w finale mistrzostw Polski juniorów była Polonia Warszawa. W pierwszym meczu, którego gospodarzem była Polonia, padł wynik 1:3, a Brożek dwukrotnie wpisał się na listę strzelców. Pierwszą bramkę zdobył w 3. minucie meczu, dobijając strzał Piotra Brożka. W 46. minucie meczu, mijając po drodze sześciu rywali i bramkarza, strzałem do pustej bramki zapewnił Wiśle dwubramkowe prowadzenie. Trener juniorów Wisły Dariusz Wójtowicz, tak określił zagranie Brożka z 46. minuty: „Ta akcja była ozdobą meczu. To coś w stylu Maradony”. Rewanżowy mecz drużyna juniorów Wisły wygrała 1:0 i zdobyła Mistrzostwo Polski juniorów.

### Wisła Kraków

#### Awans do pierwszego zespołu (2001)
W styczniu 2001 roku Brożek został włączony do kadry pierwszego zespołu Wisły Kraków. W polskiej Ekstraklasie zadebiutował 8 kwietnia 2001 roku w spotkaniu Wisły z Górnikiem Zabrze. W tym spotkaniu zaliczył asystę przy bramce Macieja Żurawskiego i popisał się kilkoma odważnymi akcjami. 21 kwietnia tego samego roku w spotkaniu z Odrą Wodzisław zdobył swoją pierwszą bramkę na boiskach Ekstraklasy. W tym samym meczu po zagraniu Brożka z prawego skrzydła piłkę do bramki skierował Radosław Kałużny. W maju 2001 roku podpisał nowy, 10-letni kontrakt z Wisłą Kraków. W rundzie wiosennej sezonu 2000/2001 Brożek wystąpił w ośmiu meczach Ekstraklasy, strzelając jedną bramkę. Zagrał również w rewanżowym meczu finału Pucharu Ligi z Zagłębiem Lubin. Sezon zakończył zdobyciem Mistrzostwa Polski oraz Pucharu Ligi z „Białą Gwiazdą”.

#### Sezon 2001/2002 i wypożyczenie
Przed sezonem 2001/2002 z posady trenera Wisły Kraków zrezygnował Adam Nawałka. Nowym szkoleniowcem krakowskiej drużyny został Franciszek Smuda, który rzadko wpuszczał Brożka na boisko w meczach ligowych. W rundzie jesiennej Brożek zaliczył trzy występy w Ekstraklasie, zagrał również w trzech meczach Pucharu Polski, gdzie zdobył jedną bramkę. W rundzie jesiennej sezonu 2001/2002 grał również w III-ligowej rezerwowej drużynie Wisły Kraków, dla której strzelił siedem bramek i razem z Marcinem Szałęgą był najlepszym strzelcem zespołu. W przerwie między rundami, zawodnikiem Wisły został Igor Sypniewski, ponadto działacze krakowskiego klubu prowadzili rozmowy w sprawie transferu innego napastnika, Arkadiusza Klimka. W związku z tym Brożek został wypożyczony na pół roku do ŁKS-u Łódź. Był tam głównie rezerwowym, w dwóch meczach wystąpił w podstawowej jedenastce i sześciokrotnie wchodził na boisko z ławki rezerwowych.

#### Sezon 2002/2003

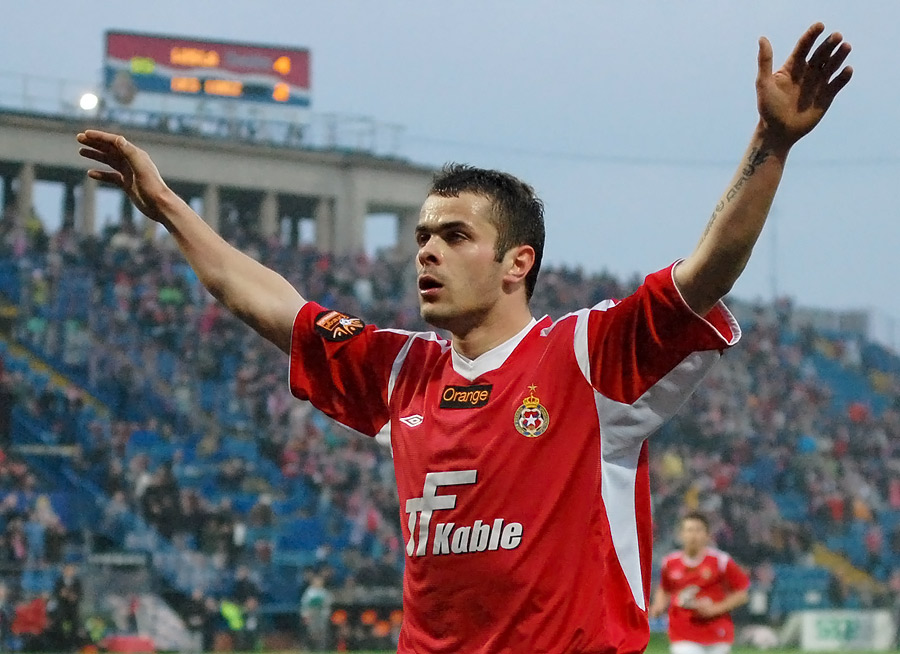
Paweł Brożek celebrujący zdobycie bramki

Po powrocie z wypożyczenia, trenerem Wisły był już Henryk Kasperczak. 3 października 2002 roku zadebiutował w europejskich pucharach, w spotkaniu I rundy pucharu UEFA z NK Primorje. W 74. minucie tego spotkania zanotował swoje debiutanckie trafienie w europejskich rozgrywkach. W sezonie 2002/2003 Brożek zagrał w pięciu meczach Ekstraklasy, w dwóch meczach Pucharu Polski, w których strzelił dwie bramki oraz w jednym spotkaniu Pucharu UEFA, w którym strzelił jednego gola. We wszystkich tych dziewięciu meczach pojawiał się na boisku wchodząc z ławki rezerwowych. Sezon 2002/2003 zakończył zdobyciem Mistrzostwa Polski oraz Pucharu Polski. W tym samym sezonie występował również w III-ligowej rezerwowej drużynie Wisły, dla której zdobył 21 bramek w 23 meczach. Wisła II Kraków zakończyła rozgrywki na pierwszym miejscu w tabeli. Brożek zagrał również w dwóch meczach barażowych z BKS Bochnia, po których rezerwy Wisły wywalczyły awans do II ligi.

#### Sezon 2003/2004 – runda jesienna
Przed sezonem 2003/2004 zespół opuścił Marcin Kuźba, w związku z czym przed Brożkiem otworzyła się perspektywa częstszych występów w pierwszym zespole. Podstawowy duet napastników w tym sezonie stanowili jednak Tomasz Frankowski i Maciej Żurawski. 28 września 2003 roku Brożek zdobył zwycięską bramkę w spotkaniu z Dyskobolią Grodzisk Wielkopolski, ustalając wynik meczu na 3:2. Jedynym meczem, w którym Brożek wystąpił w pierwszym składzie było spotkanie z Polonią Warszawa. Zdobył w tym spotkaniu gola oraz wywalczył rzut karny, który na bramkę zamienił Żurawski. W rundzie jesiennej sezonu 2003/2004 wystąpił w ośmiu meczach w Ekstraklasie, strzelając dwa gole i asystując przy pięciu bramkach. Zagrał również w dwóch spotkaniach Pucharu UEFA.

### GKS Katowice (2004)
Na rundę wiosenną sezonu 2003/2004, w ramach rozliczeń za transfer Jacka Kowalczyka do Wisły, został wypożyczony na pół roku do GKS-u Katowice. 20 marca 2004 roku w swoim pierwszym występie w barwach GKS-u Katowice na stadionie przy ulicy Bukowej, rozegrał świetny mecz zdobywając bramkę i pokazując kilka kapitalnych akcji. Gdy Brożek schodził z boisku w 76. minucie meczu, cały stadion żegnał go skandowaniem nazwiska i owacją na stojąco. Dzięki swoim dobrym występom został określony przez oficjalną stronę katowickiego klubu jako lider drużyny. Jednak w rundzie wiosennej sezonu 2003/2004 często był nękany urazami, dlatego zagrał tylko w ośmiu meczach Ekstraklasy, strzelając w nich trzy bramki. Wystąpił również w dwóch meczach Pucharu Polski. W tym samym sezonie został również z Wisłą Mistrzem Polski.

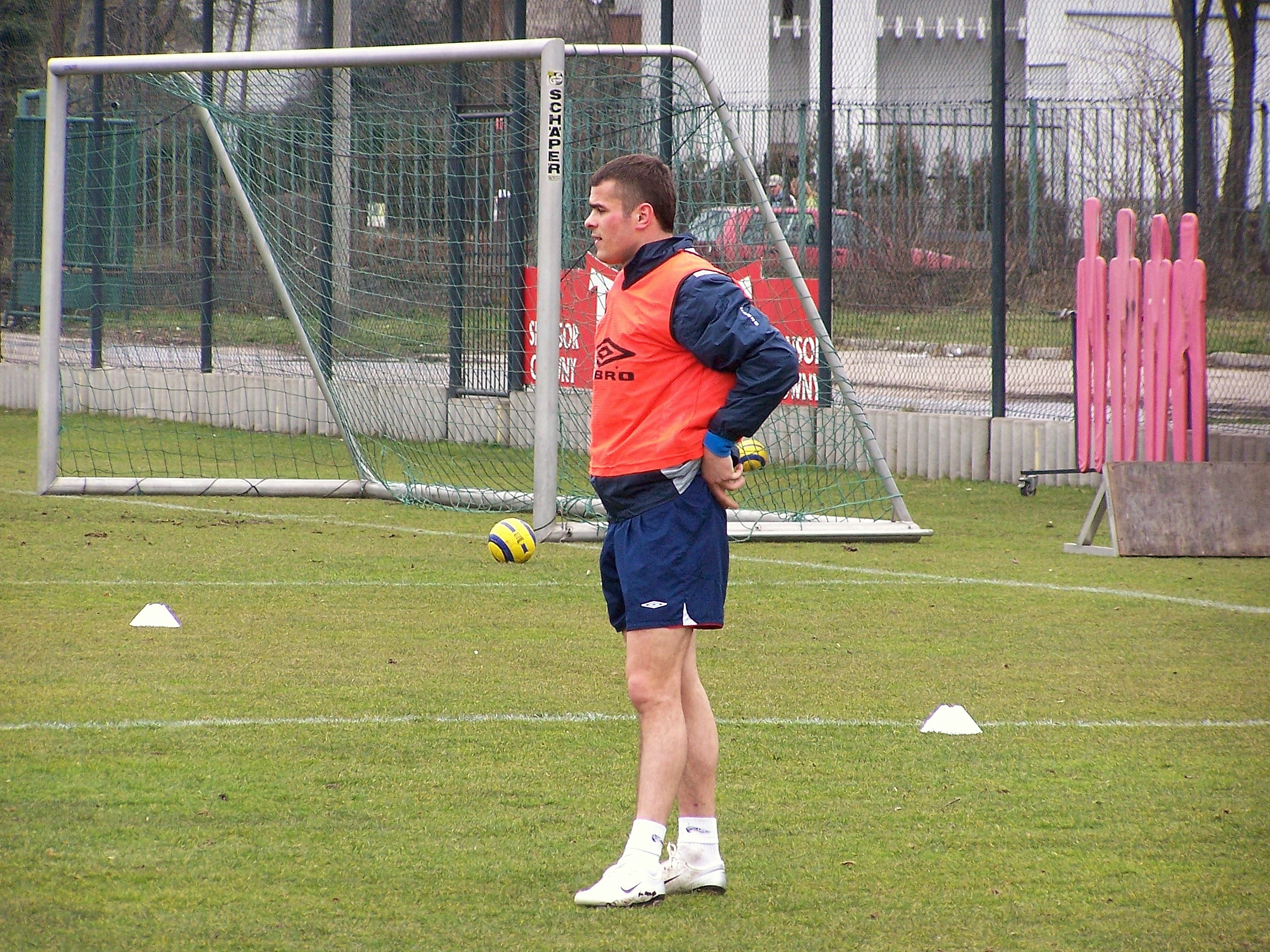
Paweł Brożek podczas treningu Wisły, 3 marca 2007

Przez sezonem 2004/2005 do Wisły Kraków trafili dwaj napastnicy: Marcin Kuźba i Tomasz Dawidowski. W związku z tym, działacze Wisły postanowili ponownie wypożyczyć Brożka do innego klubu Ekstraklasy. Mógł trafić do Górnika Zabrze, ostatecznie ponownie został wypożyczony do GKS-u Katowice. W GKS-ie ponownie był wiodącą postacią i w grudniu 2004 roku został wraz z bratem Piotrem zaproszony na testy do angielskiego klubu West Ham United. W sezonie 2004/2005 Brożek zanotował sześć asyst w Ekstraklasie, najwięcej w drużynie GKS-u Katowice, pomimo tego, że występował tam tylko w rundzie jesiennej. Zdobył również dwie bramki w ośmiu spotkaniach w Ekstraklasie oraz jedną bramkę w czterech meczach Pucharu Polski.

### Wisła Kraków

#### Powrót do Wisły (2005)
Gdy trenerem Wisły został Verner Lička, zdecydował on w styczniu 2005 roku o powrocie Brożka do drużyny „Białej Gwiazdy” pomimo tego, iż okres wypożyczenia do GKS-u Katowice miał upłynąć za pół roku. Brożek w rundzie wiosennej sezonu 2004/2005 występował z numerem 10 na koszulce. W maju 2005 roku wystąpił w spotkaniu z Zagłębiem Lubin na pozycji prawego pomocnika, zastępując w tym meczu kontuzjowanego Jakuba Błaszczykowskiego. W rundzie wiosennej sezonu 2004/2005 Brożek był głównie zmiennikiem, zagrał w dziewięciu spotkaniach Ekstraklasy oraz w pięciu meczach Pucharu Polski, gdzie zdobył 2 bramki. Sezon zakończył zdobyciem Mistrzostwa Polski.

#### Sezon 2005/2006
Po odejściu z klubu Aleksandra Kwieka, ponownie otrzymał swój ulubiony numer 23. Przed sezonem 2005/2006 zespół Wisły Kraków opuścił podstawowy napastnik Maciej Żurawski. Brożek wygrał rywalizację o miejsce w pierwszym składzie „Białej Gwiazdy” z Marcinem Kuźbą i na stałe zadomowił się w pierwszej jedenastce. W 2. kolejce Ekstraklasy, w spotkaniu z GKS Bełchatów Brożek wystąpił w pierwszym składzie Wisły obok Tomasza Frankowskiego i zdobył w tym meczu dwie bramki. 9 sierpnia strzelił gola w meczu eliminacji Ligi Mistrzów z Panathinaikosem. Po odejściu Frankowskiego z Wisły, stał się kluczowym zawodnikiem drużyny. 24 września w meczu z Lechem Poznań zdobył swojego pierwszego hat tricka w barwach klubu. W marcu 2006 roku strzelił jedyną bramkę dla Wisły w zwycięskim spotkaniu z Odrą Wodzisław. W kwietniu, celnym strzałem w 43. minucie meczu, zapewnił Wiśle zwycięstwo nad Amicą Wronki. W sezonie 2005/2006 Brożek wystąpił w 30 meczach w Ekstraklasie i strzelił 13 goli. Zagrał również w czterech spotkaniach w europejskich pucharach zdobywając jedną bramkę oraz w czterech meczach Pucharu Polski, w których strzelił dwa gole. Dobre występy w sezonie 2005/2006 zaowocowały powołaniem na Mistrzostwa Świata.

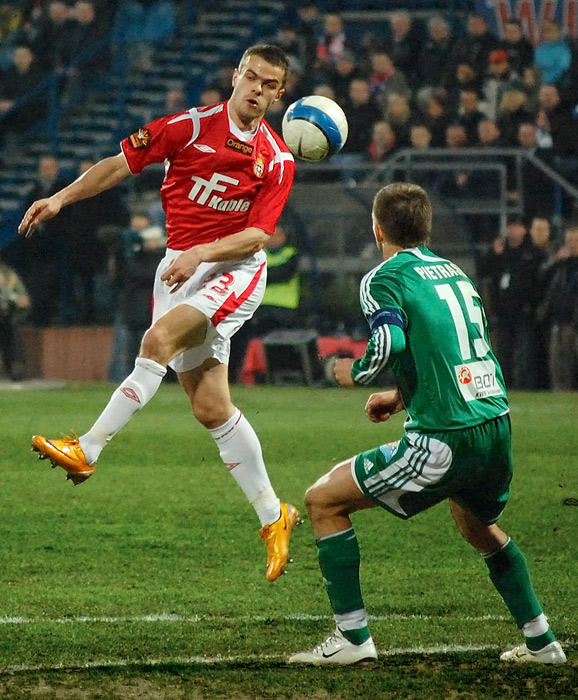
Paweł Brożek podczas meczu Wisła Kraków – GKS Bełchatów

#### Sezon 2006/2007
W lipcu 2006 roku, podczas przygotowań do sezonu 2006/2007 Brożek doznał kontuzji w trakcie meczu sparingowego. Do gry powrócił pod koniec sierpnia, wchodząc na boisko z ławki rezerwowych w rewanżowym meczu Pucharu UEFA z SV Mattersburg. Swojego pierwszego gola w tym sezonie zdobył 1 października w remisowym spotkaniu z Legią Warszawa. Z dobrej strony pokazał się w Pucharze UEFA, gdzie zdobył 4 bramki w 3 meczach w fazie grupowej, pokonując bramkarzy AS Nancy, FC Basel oraz SC Feyenoord. W pierwszym meczu w rundzie wiosennej z Górnikiem Zabrze zdobył dwie bramki. Runda wiosenna w wykonaniu Brożka, jak i całej drużyny Wisły nie była jednak udana. Na wiosnę Brożek zdobył jeszcze dla Wisły gola oraz zaliczył asystę przy bramce Jeana Paulisty w zwycięskim meczu z Legią Warszawa. Zanotował również dwa trafienia w ćwierćfinałowym meczu Pucharu Ekstraklasy z Lechem Poznań. W sumie, w sezonie 2006/2007 w 23 spotkaniach Ekstraklasy zdobył 7 bramek. Dołożył do tego trzy bramki w sześciu meczach w Pucharze Ekstraklasy, jedną bramkę w dwóch meczach w Pucharze Polski oraz cztery bramki w sześciu spotkaniach Pucharu UEFA.

#### Sezon 2007/2008
Sezon 2007/2008 Brożek rozpoczął od strzelenia zwycięskiej bramki w meczu z Zagłębiem Lubin. W następnych trzech kolejkach Ekstraklasy, czterokrotnie trafiał do bramki przeciwników. W szóstej kolejce zdobył dwie bramki w zwycięskim spotkaniu Wisły Kraków z Lechem Poznań. W listopadzie 2007 roku, w wyjazdowym meczu z Zagłębiem Sosnowiec zdobył w końcówce meczu dwie bramki, zapewniając Wiśle zwycięstwo. Rundę jesienną zakończył golem zdobytym w zwycięskim meczu Wisły z Zagłębiem Lubin. Rundę wiosenną sezonu 2007/2008 Brożek rozpoczął od zwycięskiej bramki strzelonej w meczu z Widzewem Łódź. 15 marca 2008 roku zdobył bramkę na wagę zwycięstwa w wyjazdowym meczu z Lechem Poznań, ustalając wynik spotkania na 2:1. W meczu z Ruchem Chorzów zdobył bramkę oraz zaliczył asystę przy bramce Tomáša Jirsáka. 20 kwietnia strzelił dwa gole w derbowym meczu z Cracovią. Dwie bramki zdobył również w spotkaniu z ŁKS Łódź. Sezon zakończył dwoma golami w meczu z Zagłębiem Sosnowiec. Wisła zdobyła mistrzostwo, a Brożek w 27 meczach, które rozegrał w Ekstraklasie zdobył 23 bramki, zostając tym samym królem strzelców Ekstraklasy. W tym samym sezonie wystąpił również w sześciu meczach Pucharu Polski, w których zdobył trzy bramki oraz w dwóch spotkaniach Pucharu Ekstraklasy.

#### Sezon 2008/2009

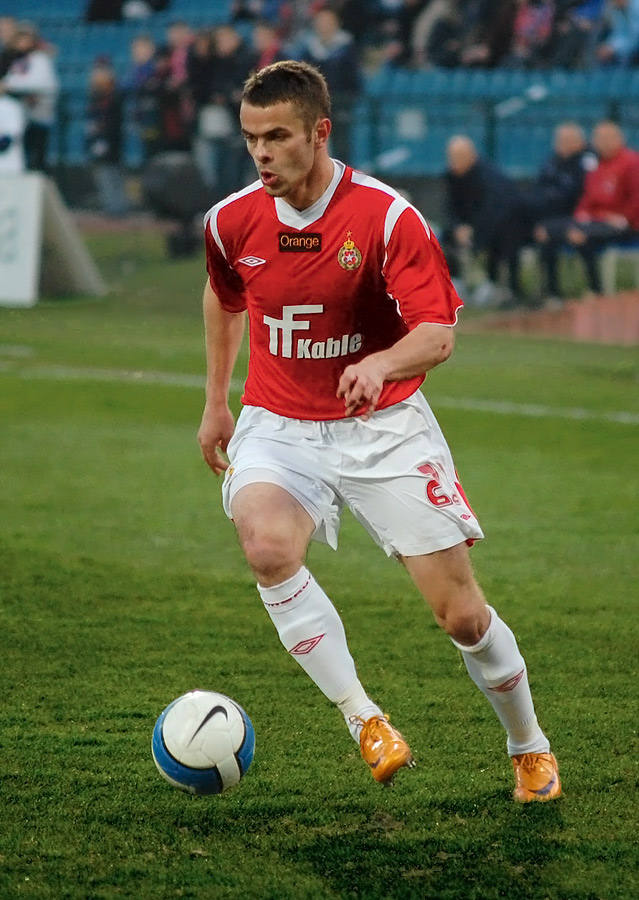
Brożek w barwach Wisły Kraków

Sezon 2008/2009 Brożek rozpoczął od strzelenia dwóch bramek w dwumeczu z Beitarem Jerozolima, który odbył się w ramach II rundy eliminacyjnej Ligi Mistrzów. W Ekstraklasie również był skuteczny i zdobył jedyną dla Wisły bramkę w zwycięskim dla „Białej Gwiazdy” spotkaniu pierwszej kolejki z Polonią Bytom. W drugiej kolejce strzelił dwa gole Polonii Warszawa, zapewniając Wiśle zwycięstwo 2:0. W kolejnym meczu, przeciwko GKS Bełchatów, ponownie wpisał się na listę strzelców. W tym samym spotkaniu po zagraniu Brożka piłkę do własnej bramki skierował Dariusz Pietrasiak. 27 sierpnia 2008 roku Brożek zdobył dwie bramki w meczu z Arką Gdynia. 18 września w meczu I rundy Pucharu UEFA z Tottenhamem Hotspur zaliczył asystę przy golu Tomáša Jirsáka, jednak mecz zakończył się wynikiem 2:1 dla Tottenhamu. W rewanżowym spotkaniu zakończonym remisem 1:1 Brożek wpisał się na listę strzelców, lecz Wisła ostatecznie odpadła z europejskich pucharów. 18 października w meczu ligowym z Piastem Gliwice Brożek zdobył bramkę oraz asystował przy golu Rafała Boguskiego. W meczu z Odrą Wodzisław strzelił bramkę oraz zaliczył asystę przy trafieniu Patryka Małeckiego. W kolejnym spotkaniu z Lechią Gdańsk zdobył dwa gole oraz wywalczył rzut karny, który na bramkę zamienił Patryk Małecki. 7 marca 2009 roku Brożek zdobył dwie bramki w zwycięskim spotkaniu z Polonią Warszawa. W następnej kolejce Ekstraklasy, w meczu z GKS Bełchatów doznał kontuzji kolana. Do gry powrócił 19 kwietnia, wchodząc na boisko w drugiej połowie meczu z Arką Gdynia. W następnym spotkaniu ligowym z Górnikiem Zabrze zagrał już od pierwszej minuty i zdobył dwie bramki. 17 maja w spotkaniu z ŁKS Łódź Brożek dwukrotnie pokonał bramkarza przeciwnika oraz zaliczył asystę przy golu Piotra Ćwielonga. Sezon 2008/2009 zakończył się zdobyciem przez Wisłę Mistrzostwa Polski. Brożek w lidze strzelił 19 bramek w 27 meczach, przez co został drugi raz z rzędu królem strzelców rozgrywek. W Ekstraklasie zaliczył ponadto siedem asyst. W sezonie 2008/2009 zagrał również w trzech meczach Pucharu Polski, w których strzelił dwie bramki. Wystąpił też w czterech meczach eliminacyjnych Ligi Mistrzów, zdobywając dwie bramki oraz w dwóch meczach Pucharu UEFA, w których strzelił dwa gole. Głosami kibiców został wybrany Piłkarzem Roku Ekstraklasy za sezon 2008/2009.

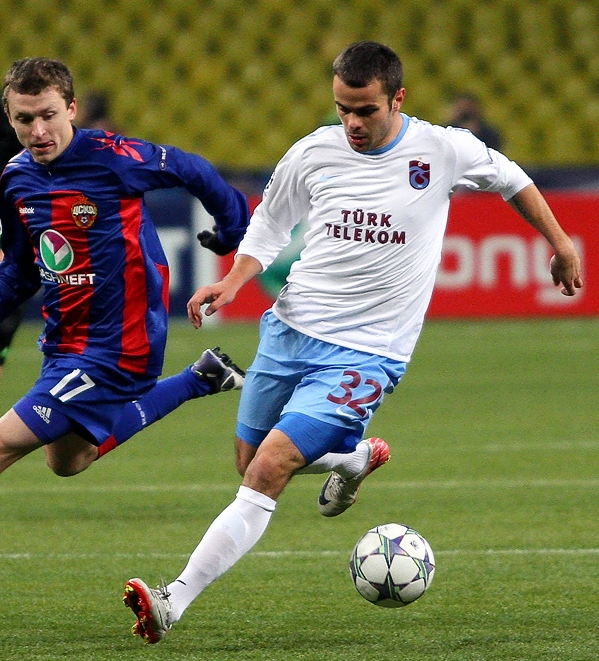
Brożek w meczu Ligi Mistrzów z CSKA Moskwa (2011)

#### Sezon 2009/2010
W lipcu 2009 roku na przedsezonowe zgrupowanie Wisły Kraków przyleciał przedstawiciel angielskiego klubu Fulham F.C. i zaoferował Brożkowi przejście do angielskiego klubu. Zawodnik był skłonny skorzystać z oferty Fulham, jednak zgody na transfer nie dała Wisła, która nie chciała sprzedawać swojego kluczowego napastnika przed zbliżającymi się eliminacjami do Ligi Mistrzów. Brożek miał również ofertę z rosyjskiego Rubina Kazań. W swoim pierwszym spotkaniu w sezonie 2009/2010, które odbyło się w ramach drugiej rundy eliminacyjnej Ligi Mistrzów z Levadią Tallinn, Brożek zaliczył asystę przy bramce strzelonej przez Piotra Ćwielonga, a mecz zakończył się wynikiem 1:1.. Rewanżowe spotkanie, w którym wystąpił Brożek, Wisła przegrała 0:1 i odpadła z europejskich rozgrywek.

### Trabzonspor
30 grudnia 2010 roku turecki Trabzonspor poinformował, że Brożek oraz jego brat Piotr zostaną zawodnikami tego klubu. Transfer został oficjalnie potwierdzony 5 stycznia 2011 roku, a obaj bracia podpisali z Trabzonsporem 2,5-letnie umowy. Brożek zadebiutował w barwach tureckiego klubu 26 stycznia w wyjazdowym spotkaniu Pucharu Turcji z Beşiktaşem JK i zaliczył asystę przy golu Alanzinho, zagrywając do Brazylijczyka piętą. 12 marca wystąpił po raz pierwszy w wyjściowym składzie Trabzonsporu w meczu ligowym, w spotkaniu z Kasımpaşą i asystował przy zwycięskiej bramce strzelonej przez Brazylijczyka Jaję. 1 maja w meczu z Gaziantepsporem po raz drugi zagrał w wyjściowym składzie w spotkaniu i strzelił swoją pierwszą bramkę na tureckich boiskach. Od tego czasu aż do końca rozgrywek w każdym meczu grał w podstawowej jedenastce Trabzonsporu. W spotkaniu z İstanbul Büyükşehir Belediyespor zdobył swoją drugą bramkę w lidze. Trabzonspor zakończył sezon z 82 punktami, tyle samo zgromadziło Fenerbahçe SK, ale drużyna z Trabzonu miała gorszy bilans bezpośrednich spotkań i zajęła drugie miejsce w tabeli tureckiej Superligi.

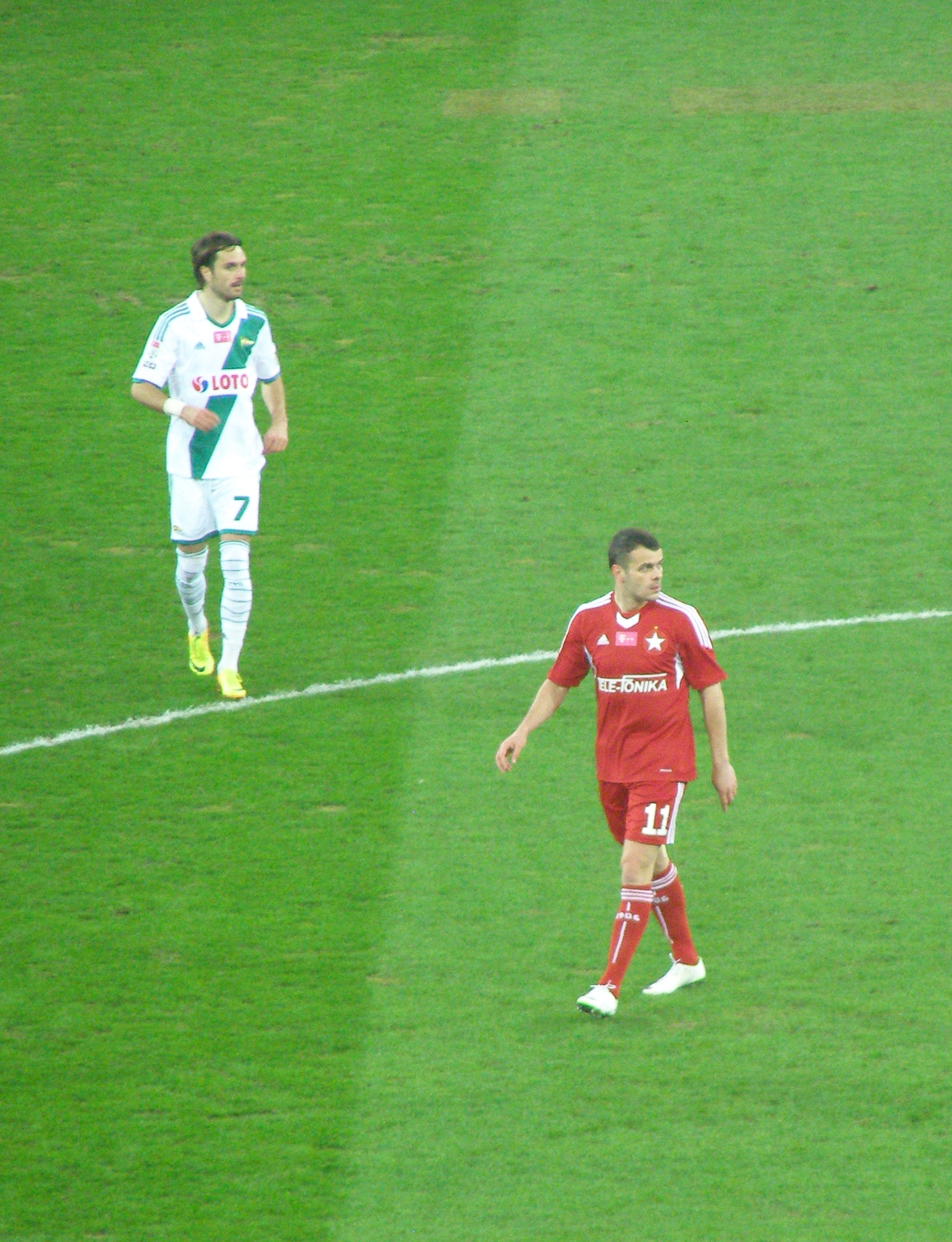
Sebastian Madera i Paweł Brożek podczas meczu Lechii Gdańsk z Wisłą Kraków (2014)

#### Wypożyczenie do Celtic FC
29 stycznia 2012 roku szkocki klub Celtic F.C. poinformował, że uzgodnił warunki wypożyczenia Brożka. Następnego dnia zawodnik pomyślnie przeszedł testy medyczne i został wypożyczony do Celtiku na pół roku z opcją pierwokupu. Z drużyną „The Bhoys” wywalczył mistrzostwo Szkocji. Po zakończeniu sezonu odszedł z klubu, a 10 sierpnia rozwiązał za porozumieniem stron kontrakt z Trabzonsporem.

### Recreativo Huelva
31 sierpnia 2012 roku Brożek został piłkarzem Recreativo Huelva, podpisując z klubem z Segunda División dwuletni kontrakt.

### Powrót do Wisły Kraków
30 lipca 2013 roku Brożek podpisał roczny kontrakt z Wisłą Kraków. Pierwszy występ w sezonie 2013/2014 zanotował 4 sierpnia w meczu 3. kolejki Ekstraklasy ze Śląskiem Wrocław. Pierwszego gola strzelił 16 sierpnia w meczu 1/16 finału Pucharu Polski przeciwko Zagłębiu Sosnowiec, ustalając wynik spotkania na 4:0. Pierwszą bramkę w lidze zdobył 25 sierpnia, w wygranym 2:0 spotkaniu z Lechem Poznań, skutecznie wykonując rzut karny. W 11. kolejce ligowej 6 października strzelił zwycięskiego gola w meczu z ówczesnym liderem, warszawską Legią (1:0). Tym samym był to jego szósty gol w sezonie, co oznacza, że w dziewięciu pierwszych meczach sezonu 2013/2014 strzelił więcej goli ligowych niż łącznie uzyskał w ligach zagranicznych od momentu opuszczenia Wisły w latach 2011–2013 (przez 2,5 roku zdobył 5 goli w 40 meczach). 3 maja w meczu z Pogonią Szczecin, strzelił hat tricka – jego drugi gol był jednocześnie setnym trafieniem w polskiej ekstraklasie.
W maju 2018 Wisła zapowiedziała, że nie przedłuży z nim kontraktu po sezonie 2017/2018. Odbyło się uroczyste pożegnanie zawodnika, który w pożegnalnym meczu strzelił Lechowi gola dającego Wiśle remis. Łącznie w 398 występach strzelił dla krakowskiego klubu 166 bramek. Brożek nie znalazł innego klubu, po zmianie trenera (Joana Carrillo zastąpił Maciej Stolarczyk) rozpoczął treningi z Wisłą, a 20 września podpisał umowę do końca sezonu 2018/2019.

## Kariera reprezentacyjna

### Reprezentacje juniorskie i młodzieżowe

#### U-16 i U-17

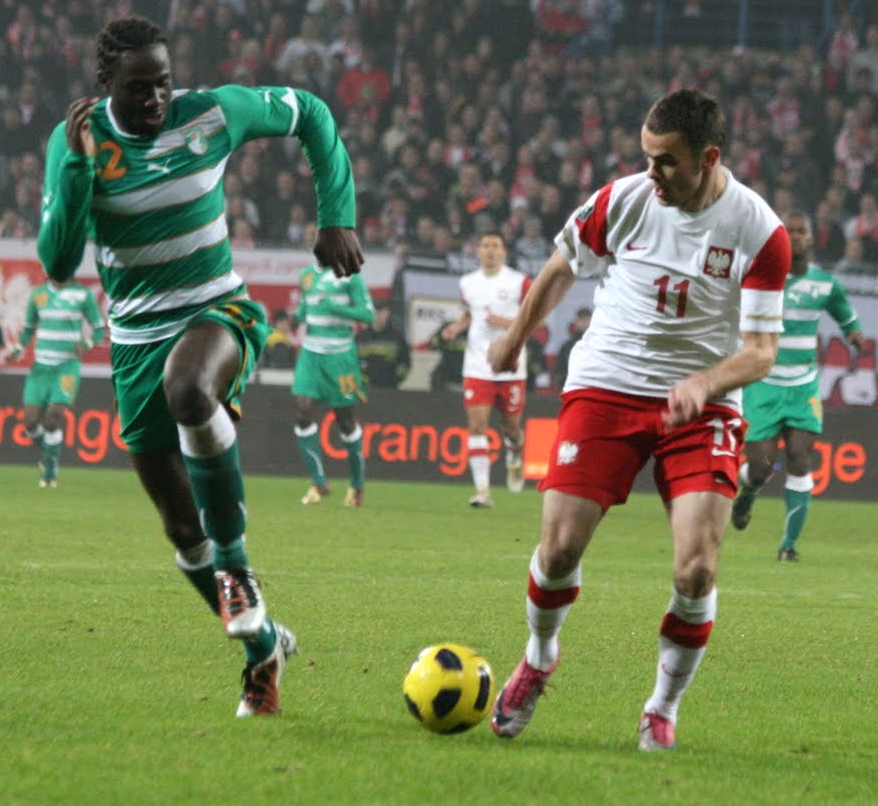
Brożek w meczu z Wybrzeżem Kości Słoniowej 17 listopada 2010.

Brożek wielokrotnie reprezentował barwy juniorskich oraz młodzieżowych reprezentacji Polski. Występował w reprezentacji rocznika 1982 prowadzonej przez Michała Globisza oraz reprezentacji rocznika 1983 prowadzonej przez Antoniego Szymanowskiego. W 1999 roku został powołany przez Michała Globisza na Mistrzostwa Świata U-17, które rozgrywane były w Nowej Zelandii. Zagrał we wszystkich trzech spotkaniach, jakie rozegrała reprezentacja Polski U-17 na tym turnieju.
W kwietniu 2000 roku Brożek zdobył bramkę dla reprezentacji Polski do lat 16 w towarzyskim meczu z Niemcami. W maju brał udział w Mistrzostwach Europy U-16, które odbyły się w Izraelu. Brożek zdobył dwie bramki w meczu z reprezentacją Hiszpanii. W sumie na Mistrzostwach Europy zdobył trzy bramki. Drużyna prowadzona przez Antoniego Szymanowskiego nie wyszła jednak z grupy na tym turnieju. W tym samym roku z reprezentacją Polski U-17 Brożek wygrał międzynarodowy turniej im. Václava Ježka i został najlepszym strzelcem turnieju z 6 golami na koncie. W spotkaniu z reprezentacją Czech zaliczył hat tricka.

#### U-18 i Mistrzostwo Europy
We wrześniu 2000 roku Brożek przygotowywał się z drużyną prowadzoną przez Michała Globisza do eliminacji Mistrzostw Europy U-18. W towarzyskim spotkaniu z reprezentacją Białorusi zdobył bramkę. 14 października zdobył bramkę dla Polski w spotkaniu grupowym eliminacji Mistrzostw Europy U-18 przeciwko Litwie. Wystąpił również w dwóch pozostałych meczach grupowych z Islandią oraz Armenią. 22 marca 2001 roku, w pierwszym spotkaniu drugiej rundy eliminacji Mistrzostw Europy U-18 z Anglią, które odbyło się w Londynie Brożek zdobył jedyną dla Polski bramkę w 82. minucie meczu, a spotkanie zakończyło się zwycięstwem Polski 1:0. Angielscy dziennikarze uznali Brożka za najlepszego gracza meczu. Rewanżowe spotkanie, w którym od pierwszej minuty wystąpił Brożek zakończyło się wynikiem 0:0 i do turnieju finałowego Mistrzostw Europy U-18 awansowali Polacy. Brożek zdobył złoty medal z reprezentacją Polski U-18 na Mistrzostwach Europy w Finlandii. Miał pewne miejsce w podstawowym składzie reprezentacji Polski U-18 na Mistrzostwach Europy. Był najmłodszym członkiem drużyny na tym turnieju. Wszyscy pozostali zawodnicy urodzili się w 1982 roku, Brożek jako jedyny w 1983.

#### U-19

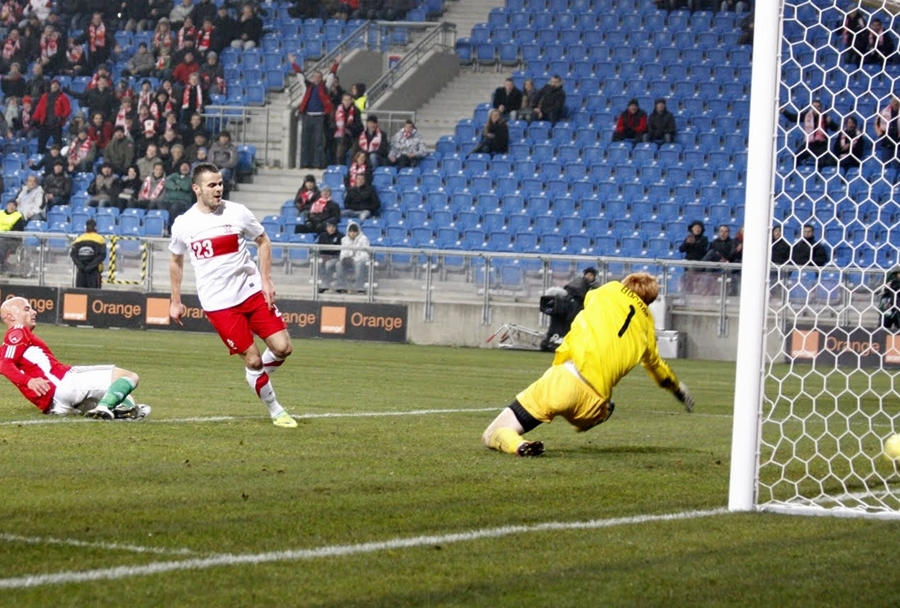
Brożek strzela bramkę w meczu z Węgrami

W 2001 roku przygotowywał się również z reprezentacją prowadzoną przez Antoniego Szymanowskiego do eliminacji Mistrzostw Europy U-19. W czerwcowym meczu z reprezentacją Rumunii, zakończonym wynikiem 1:1 Brożek zdobył bramkę, wykorzystując rzut karny podyktowany za faul na jego bracie Piotrze. W kwietniu 2002 roku zdobył bramkę w spotkaniu z Norwegią. Następnie wraz z reprezentacją Polski U-19 walczył o awans na Mistrzostwa Europy U-19. W decydującym o awansie meczu z Niemcami zdobył bramkę w 75. minucie spotkania, wyprowadzając reprezentację Polski na prowadzenie. Niemcy wyrównali jednak w 95. minucie meczu i spotkanie skończyło się wynikiem 2:2. Awans wywalczyli Niemcy dzięki lepszemu bilansowi bramkowemu.

#### U-20 i U-21
W 2003 roku Brożek występował w reprezentacji Polski U-20, prowadzonej przez Władysława Żmudę. W reprezentacji Polski U-20 zagrał siedem meczów, strzelając w nich cztery bramki. 7 września zdobył trzy bramki w meczu ze Słowacją, natomiast 10 września strzelił gola w spotkaniu z Estonią.
W 2004 i 2005 roku Brożek grał w reprezentacji młodzieżowej U-21. W dwóch meczach towarzyskich przygotowujących drużynę młodzieżową do rundy eliminacyjnej Mistrzostw Europy U-21, z Węgrami oraz Irlandią, Brożek zdobył po jednej bramce. Następnie trzykrotnie wpisał się na listę strzelców w wyjazdowym spotkaniu rudny eliminacyjnej Mistrzostw Europy U-21 z reprezentacją Austrii, zapewniając Polsce zwycięstwo 3:0. W kolejnym meczu eliminacyjnym z Walią również zdobył bramkę, wyrównując stan meczu na 2:2. 8 lutego 2005 roku zdobył jedyną bramkę dla Polski w towarzyskim meczu ze Słowenią. Następnie zdobył gola w meczu rundy eliminacyjnej Mistrzostw Europy U-21 z Azerbejdżanem. 16 sierpnia zdobył jedyną dla reprezentacji Polski bramkę w meczu eliminacyjnym z reprezentacją Niemiec. W kolejnych dwóch meczach eliminacyjnych również był skuteczny. W meczu z reprezentacją Austrii strzelił jednego gola, natomiast w spotkaniu z Walią trafił dwukrotnie. Brożek zagrał w ośmiu meczach eliminacyjnych do Mistrzostw Europy U-21, strzelając w nich 9 goli. W sumie wystąpił w 11 meczach reprezentacji Polski U-21, zdobywając w nich 12 bramek.

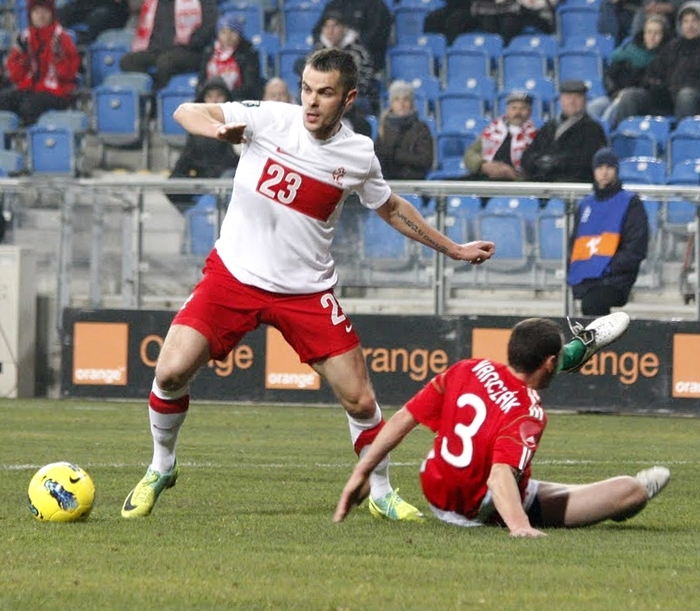
Paweł Brożek w meczu z Węgrami (2011)

### Reprezentacja seniorska
W pierwszej reprezentacji Polski zadebiutował 27 kwietnia 2005 roku w spotkaniu z Meksykiem. Swój debiut okrasił bramką zdobytą w 71. minucie meczu.
17 lipca 2005 roku strzelił gola dla reprezentacji Polski B w meczu z Austrią. W barwach reprezentacji B zagrał również 6 grudnia w spotkaniu ze Szkocją.
W 2006 roku wystąpił na Mistrzostwach Świata w Niemczech.
Zagrał we wszystkich trzech spotkaniach, jakie rozegrała reprezentacji Polski na tym turnieju, z Ekwadorem, Niemcami oraz Kostaryką. W meczu z Ekwadorem Brożek pojawił się na boisku w 83. minucie. Siedem minut później po jego strzale piłka trafiła w słupek. W spotkaniu z Niemcami pojawił się na boisku w 91. minucie meczu. Natomiast w meczu z reprezentacją Kostaryki grał przez całą drugą połowę.
15 grudnia 2007 roku w towarzyskim spotkaniu z Bośnią i Hercegowiną zaliczył asystę przy zwycięskiej bramce Michała Golińskiego. 11 października 2008 roku w meczu eliminacji do Mistrzostw Świata 2010 z Czechami w Chorzowie zdobył swojego drugiego gola w reprezentacji, przyczyniając się do wygranej Polski 2:1. 15 października 2008 roku w meczu eliminacji do Mistrzostw Świata 2010 ze Słowacją zaliczył asystę przy bramce Euzebiusza Smolarka. 7 lutego 2009 roku Paweł Brożek zdobył jedyną dla reprezentacji Polski bramkę w towarzyskim spotkaniu z reprezentacją Litwy. 12 sierpnia w towarzyskim meczu z Grecją asystował przy drugiej bramce strzelonej przez Ludovica Obraniaka. 5 września w meczu eliminacji Mistrzostw Świata 2010 przeciwko Irlandii Północnej asystował przy jedynej bramce dla Polaków strzelonej przez Mariusza Lewandowskiego, a mecz zakończył się wynikiem 1:1.
W maju 2012 roku Brożek został powołany przez selekcjonera kadry Franciszka Smudę na Euro 2012. Na turnieju wystąpił w dwóch meczach fazy grupowej, pojawiając się na boisku jako zmiennik.

## Statystyki

### Klubowe
(aktualne na dzień 11 stycznia 2020)
| Klub                | Sezon              | Liga               | Liga  | Liga   | Puchary krajowe | Puchary krajowe | Europa | Europa | Suma  | Suma   |
| Klub                | Sezon              | Liga               | Mecze | Bramki | Mecze           | Bramki          | Mecze  | Bramki | Mecze | Bramki |
| ------------------- | ------------------ | ------------------ | ----- | ------ | --------------- | --------------- | ------ | ------ | ----- | ------ |
| Wisła Kraków        | 1999/2000          | Ekstraklasa        | 0     | 0      | 3               | 0               | –      | –      | 3     | 0      |
| Wisła Kraków        | 2000/2001          | Ekstraklasa        | 8     | 1      | 1               | 0               | 0      | 0      | 9     | 1      |
| Wisła Kraków        | 2001/2002          | Ekstraklasa        | 3     | 0      | 3               | 1               | 0      | 0      | 6     | 1      |
| ŁKS Łódź (wyp.)     | 2001/2002          | II liga            | 8     | 0      | 0               | 0               | –      | –      | 8     | 0      |
| Wisła Kraków        | 2002/2003          | Ekstraklasa        | 5     | 0      | 3               | 2               | 1      | 1      | 9     | 3      |
| Wisła Kraków        | 2003/2004          | Ekstraklasa        | 8     | 2      | 0               | 0               | 2      | 0      | 10    | 2      |
| GKS Katowice (wyp.) | 2003/2004          | Ekstraklasa        | 8     | 3      | 2               | 0               | –      | –      | 10    | 3      |
| GKS Katowice (wyp.) | 2004/2005          | Ekstraklasa        | 12    | 2      | 4               | 1               | –      | –      | 16    | 3      |
| Wisła Kraków        | 2004/2005          | Ekstraklasa        | 9     | 0      | 5               | 2               | –      | –      | 14    | 2      |
| Wisła Kraków        | 2005/2006          | Ekstraklasa        | 30    | 13     | 4               | 2               | 4      | 1      | 38    | 16     |
| Wisła Kraków        | 2006/2007          | Ekstraklasa        | 23    | 7      | 8               | 4               | 6      | 4      | 37    | 15     |
| Wisła Kraków        | 2007/2008          | Ekstraklasa        | 27    | 23     | 8               | 3               | –      | –      | 35    | 26     |
| Wisła Kraków        | 2008/2009          | Ekstraklasa        | 27    | 19     | 3               | 2               | 6      | 3      | 36    | 24     |
| Wisła Kraków        | 2009/2010          | Ekstraklasa        | 25    | 10     | 4               | 0               | 2      | 0      | 31    | 10     |
| Wisła Kraków        | 2010/2011          | Ekstraklasa        | 13    | 6      | 1               | 1               | 4      | 3      | 18    | 10     |
| Trabzonspor         | 2010/2011          | Süper Lig          | 12    | 2      | 1               | 0               | –      | –      | 13    | 2      |
| Trabzonspor         | 2011/2012          | Süper Lig          | 7     | 1      | 0               | 0               | 4      | 0      | 11    | 1      |
| Celtic F.C. (wyp.)  | 2011/2012          | SPL                | 3     | 0      | 0               | 0               | –      | –      | 3     | 0      |
| Recreativo Huelva   | 2012/2013          | Segunda División   | 18    | 2      | 1               | 0               | –      | –      | 19    | 2      |
| Wisła Kraków        | 2013/2014          | Ekstraklasa        | 33    | 17     | 2               | 1               | –      | –      | 35    | 18     |
| Wisła Kraków        | 2014/2015          | Ekstraklasa        | 35    | 15     | 0               | 0               | –      | –      | 35    | 15     |
| Wisła Kraków        | 2015/2016          | Ekstraklasa        | 29    | 14     | 1               | 0               | –      | –      | 30    | 14     |
| Wisła Kraków        | 2016/2017          | Ekstraklasa        | 31    | 6      | 2               | 1               | –      | –      | 33    | 7      |
| Wisła Kraków        | 2017/2018          | Ekstraklasa        | 17    | 1      | 2               | 0               | –      | –      | 19    | 1      |
| Wisła Kraków        | 2018/2019          | Ekstraklasa        | 14    | 2      | 1               | 0               | –      | –      | 15    | 2      |
| Wisła Kraków        | 2019/2020          | Ekstraklasa        | 17    | 8      | 0               | 0               | –      | –      | 17    | 8      |
| Suma                | GKS Katowice       | GKS Katowice       | 20    | 5      | 6               | 1               | 0      | 0      | 26    | 6      |
| Suma                | Trabzonspor        | Trabzonspor        | 19    | 3      | 1               | 0               | 4      | 0      | 24    | 3      |
| Suma                | Wisła Kraków       | Wisła Kraków       | 329   | 141    | 51              | 19              | 25     | 12     | 405   | 167    |
| Łącznie w karierze  | Łącznie w karierze | Łącznie w karierze | 368   | 149    | 58              | 20              | 29     | 12     | 455   | 176    |

### Reprezentacyjne
(aktualne na dzień 20 stycznia 2014)
| Reprezentacja | Rok  | Mecze | Bramki | Asysty |
| ------------- | ---- | ----- | ------ | ------ |
| Polska        | 2005 | 2     | 1      | 0      |
| Polska        | 2006 | 5     | 0      | 0      |
| Polska        | 2007 | 2     | 0      | 1      |
| Polska        | 2008 | 5     | 1      | 1      |
| Polska        | 2009 | 6     | 1      | 2      |
| Polska        | 2010 | 3     | 2      | 0      |
| Polska        | 2011 | 9     | 3      | 1      |
| Polska        | 2012 | 4     | 0      | 0      |
| Polska        | 2013 | 1     | 0      | 1      |
| Polska        | 2014 | 1     | 1      | 0      |
| Suma          | Suma | 38    | 9      | 6      |

| Mecze i gole w reprezentacji | Mecze i gole w reprezentacji | Mecze i gole w reprezentacji | Mecze i gole w reprezentacji | Mecze i gole w reprezentacji | Mecze i gole w reprezentacji | Mecze i gole w reprezentacji |
| Lp.                          | Rok                          | Przeciwnik                   | Gol                          | Wynik                        | Rozgrywki                    |                              |
| ---------------------------- | ---------------------------- | ---------------------------- | ---------------------------- | ---------------------------- | ---------------------------- | ---------------------------- |
| 1.                           | 2005                         | Meksyk                       | Gol                          | 1:1                          | towarzyski                   |                              |
| 2.                           | 2005                         | Estonia                      |                              | 1:1                          | towarzyski                   |                              |
| 3.                           | 2006                         | Arabia Saudyjska             |                              | 2:1                          | towarzyski                   |                              |
| 4.                           | 2006                         | Kolumbia                     |                              | 1:2                          | towarzyski                   |                              |
| 5.                           | 2006                         | Ekwador                      |                              | 0:2                          | MŚ 2006                      |                              |
| 6.                           | 2006                         | Niemcy                       |                              | 0:1                          | MŚ 2006                      |                              |
| 7.                           | 2006                         | Kostaryka                    |                              | 2:1                          | MŚ 2006                      |                              |
| 8.                           | 2007                         | Węgry                        |                              | 0:1                          | towarzyski                   |                              |
| 9.                           | 2007                         | Bośnia i Hercegowina         |                              | 1:0                          | towarzyski                   |                              |
| 10.                          | 2008                         | Finlandia                    |                              | 1:0                          | towarzyski                   |                              |
| 11.                          | 2008                         | Stany Zjednoczone            |                              | 0:3                          | towarzyski                   |                              |
| 12.                          | 2008                         | Czechy                       | Gol                          | 2:1                          | elim. MŚ 2010                |                              |
| 13.                          | 2008                         | Słowacja                     |                              | 1:2                          | elim. MŚ 2010                |                              |
| 14.                          | 2008                         | Irlandia                     |                              | 3:2                          | towarzyski                   |                              |
| 15.                          | 2009                         | Litwa                        | Gol                          | 1:1                          | towarzyski                   |                              |
| 16.                          | 2009                         | Walia                        |                              | 1:0                          | towarzyski                   |                              |
| 17.                          | 2009                         | Grecja                       |                              | 2:0                          | towarzyski                   |                              |
| 18.                          | 2009                         | Irlandia Północna            |                              | 1:1                          | elim. MŚ 2010                |                              |
| 19.                          | 2009                         | Słowenia                     |                              | 0:3                          | elim. MŚ 2010                |                              |
| 20.                          | 2009                         | Słowacja                     |                              | 0:1                          | elim. MŚ 2010                |                              |
| 21.                          | 2010                         | Kamerun                      |                              | 0:3                          | towarzyski                   |                              |
| 22.                          | 2010                         | Wybrzeże Kości Słoniowej     |                              | 3:1                          | towarzyski                   |                              |
| 23.                          | 2010                         | Bośnia i Hercegowina         | ,                            | 2:2                          | towarzyski                   |                              |
| 24.                          | 2011                         | Argentyna                    | Gol                          | 2:1                          | towarzyski                   |                              |
| 25.                          | 2011                         | Francja                      |                              | 0:1                          | towarzyski                   |                              |
| 26.                          | 2011                         | Gruzja                       |                              | 1:0                          | towarzyski                   |                              |
| 27.                          | 2011                         | Meksyk                       | Gol                          | 1:1                          | towarzyski                   |                              |
| 28.                          | 2011                         | Niemcy                       |                              | 2:2                          | towarzyski                   |                              |
| 29.                          | 2011                         | Korea Południowa             |                              | 2:2                          | towarzyski                   |                              |
| 30.                          | 2011                         | Białoruś                     |                              | 2:0                          | towarzyski                   |                              |
| 31.                          | 2011                         | Włochy                       |                              | 0:2                          | towarzyski                   |                              |
| 32.                          | 2011                         | Węgry                        | Gol                          | 2:1                          | towarzyski                   |                              |
| 33.                          | 2012                         | Łotwa                        |                              | 1:0                          | towarzyski                   |                              |
| 34.                          | 2012                         | Słowacja                     |                              | 1:0                          | towarzyski                   |                              |
| 35.                          | 2012                         | Rosja                        |                              | 1:1                          | Euro 2012                    |                              |
| 36.                          | 2012                         | Czechy                       |                              | 0:1                          | Euro 2012                    |                              |
| 37.                          | 2013                         | San Marino                   |                              | 5:1                          | elim. MŚ 2014                |                              |
| 38.                          | 2014                         | Mołdawia                     | Gol                          | 1:0                          | towarzyski (kapitan)         |                              |

## Sukcesy

### Klubowe
Wisła Kraków U-19
- Mistrzostwo Polski juniorów (1x): 2000

Wisła Kraków
- Mistrzostwo Polski (7x): 2000/2001, 2002/2003, 2003/2004, 2004/2005, 2007/2008, 2008/2009, 2010/2011
- Puchar Ligi Polskiej (1x): 2000/2001
- Puchar Polski (2x): 2001/2002, 2002/2003
- Superpuchar Polski (1x): 2001

Celtic
- Mistrzostwo Szkocji (1x): 2011/2012

### Reprezentacyjne
- Mistrzostwo Europy U-18 (1x): 2001

### Indywidualne
- Król strzelców Ekstraklasy: 2007/2008 (23 gole), 2008/2009 (19 goli)[a]
- Ligowiec Roku: 2008
- Piłkarz roku Ekstraklasy: 2008/2009

## Życie prywatne
Brożek ma brata bliźniaka Piotra, który również jest piłkarzem. W kwietniu 2008 roku ożenił się z Joanną Bojarską, z którą ma córkę Lenę oraz syna Aleksandra (ur. 2015). Brożek jest kibicem koszykówki, numer 23 z jakim grał w drużynie Wisły Kraków nawiązuje do numeru z jakim występował na parkietach NBA Michael Jordan. Brożek jest absolwentem krakowskiej Szkoły Mistrzostwa Sportowego.